# Варга Іван Юрійович
Іва́н Ю́рійович Варга — український військовослужбовець, старший сержант, учасник російсько-української війни, загинув у ході російського вторгнення в Україну. Кавалер ордена «За мужність» ІІІ ступеня (посмертно).

## Життєпис
Народився 5 червня 1969 в селі Дунковиця Берегівського району Закарпатської області.
Після закінчення школи здобув інженерно-технічну спеціальність в Мукачівському професійно-технічному ліцеї. В мирному житті працював архітектором-будівельником — будував церкви.
З початком повномасштабного вторгнення не міг стояти осторонь і добровільно вступив на службу до 3-ї окремої штурмової бригади на посаду навідника мінометного відділення взводу вогневої підтримки 3-ї штурмової роти 2-го штурмового батальйону.
Загинув поблизу села Андріївка Донецької області. Рятуючи пораненого побратима, зазнав уламкового поранення внаслідок ворожого мінометного обстрілу.
Посмертно народжений орденом «За мужність» ІІІ ступеня. Похований у рідному селі. Залишились мама, дружина та дочка.
На фасаді школи в селі Дунковиця, де навчався воїн, 13 жовтня 2024 року встановили меморіальну дошку на його честь